# Seishi Yokomizo
Seishi Yokomizo (横溝 正史 'Yokomizo Seishi'?) (Hyōgo, 24 de mayo de 1902 – Tokio, 28 de diciembre de 1981) fue un escritor japonés de la era Shōwa.

## Primeros años
Yokomizo nació en la ciudad de Kobe, Prefectura de Hyōgo. Leía novelas policíacas de niño y en 1921, mientras estaba empleado por el Banco Daiichi, publicó su primera historia en la popular revista Shin Seinen ("Nueva Juventud"). Se graduó de la Universidad Farmacéutica de Osaka (actualmente parte de la Universidad de Osaka) con una licenciatura en farmacia, y en un principio tenía la intención de hacerse cargo de la farmacia de su familia, aunque se mostraba escéptico ante la actitud ahistórica de sus contemporáneos hacia los novedosos fármacos. Sin embargo, atraído por su interés por la literatura y los ánimos dados por Edogawa Rampo, se dirigió a Tokio donde fue contratado por la editorial Hakubunsha en 1926. Renunció en 1932 para dedicar su tiempo por completo a la escritura.

## Carrera literaria
Yokomizo se sintió atraído por el género literario de novela histórica, sobre todo por el de la novela histórica policíaca. En julio de 1934, mientras descansaba en las montañas de Nagano para recuperarse de la tuberculosis, completó su primera novela, Onibi, que fue publicada en 1935, aunque algunas partes fueron censuradas de inmediato por las autoridades. Sin inmutarse, Yokomizo continuó, en lo que serían sus primeros años de éxito, con una segunda novela: Ninngyo Sashichi torimonocho (1938-1939). Sin embargo, durante la Segunda Guerra Mundial, se encontró con inconvenientes a la hora de publicar su trabajo, debido a las condiciones de la guerra y a las graves dificultades económicas. La falta de estreptomicina y otros antibióticos significaba también que su tuberculosis no podía ser tratada adecuadamente, y bromeaba con sus amigos diciendo que se trataba de una carrera para ver si iba a morir de tuberculosis o de hambre.
Sin embargo, poco después del final de la Segunda Guerra Mundial, sus trabajos recibieron un amplio reconocimiento y desarrolló un enorme interés en el público. Publicó numerosas obras a través de la revista Kodansha's Weekly Shōnen Magazine en forma de serial, comenzando con Honjin Satsujin Jiken y Chōchō Satsujin Jinken (ambos en 1946), concentrándose sólo en novelas de misterio populares y basando el formato en el de la novela policíaca occidental ortodoxa. Sus obras se convirtieron en el modelo de la escritura japonesa de misterio de posguerra. También se le suele llamar el "John Dickson Carr japonés", escritor a quien admiraba.
Yokomizo es más conocido por crear el personaje detective privado Kosuke Kindaichi. Muchas de sus obras han sido llevadas al cine por Kon Ichikawa.
Yokomizo murió de cáncer de colon en 1981. Su tumba se encuentra en el cementerio Seishun-en de Kawasaki, Kanagawa.

## Legado
El Premio Yokomizo Seishi es un premio literario creado en 1980 por la editorial Kadokawa Shoten y Tokyo Broadcasting System en honor a Yokomizo. Es otorgado anualmente a una novela inédita de misterio. El ganador recibe una estatuilla de Kosuke Kindaichi y un premio en efectivo de ¥10,000,000, por lo que es uno de los premios literarios más valiosos del mundo. Además, el relato ganador es publicado por Kadokawa Shoten y dramatizada como una película para televisión por TBS.

## Principales obras
- 本陣殺人事件 (Honjin satsujin jiken?) 1946 ISBN 978-4-04-130408-2
- 獄門島 (Gokumontō?) 1947 - 1948 ISBN 978-4-04-130403-7
- 夜歩く (Yoru aruku?) 1948 ISBN 978-4-04-130407-5
- 八つ墓村 (Yatsuhakamura?) 1949 - 1951 ISBN 978-4-04-130401-3
- 女王蜂 (Jo-o-batchi?) junio 1951 – mayo 1952 ISBN 978-4-04-130411-2
- 犬神家の一族 (Inugamike no Ichizoku?) enero 1950 - mayo 1951 ISBN 978-4-925080-76-7
- 睡れる花嫁 (Nemureru Hanayome 1952?) ISBN 978-4-04-130497-6.
- 悪魔が来りて笛を吹く (Akuma ga kitarite fue o fuku?) 1951-1953 ISBN 978-4-04-130404-4
- 三つ首塔 (Mitsu-kubi Tō?) 1955 ISBN 978-4-04-130406-8
- 首 (Kubi?) 1957 ISBN 978-4-04-130443-3
- 迷路荘の惨劇 (Meiro-sō no sangeki?) ISBN 978-4-04-130434-1
- 悪魔の手毬歌 (Akuma no Temari Uta?) 1959 ISBN 978-4-04-130402-0
- 人面瘡 (Jin-Men-Sō?) ISBN 978-4-04-130497-6
- 仮面舞踏会 (Kamen-Budō-Kai?) ISBN 978-4-04-130438-9
- 病院坂の首縊りの家 (Byōin-zaka no kubikukuri no ie?) diciembre 1975 ISBN 978-4-04-130461-7, ISBN 978-4-04-130462-4

## Traducciones

### En castellano
- "El Clan Inugami" (La Factoría de Ideas, 2008. Traducción del inglés por Olga Marín Sierra. ISBN: 9788498002638)
- "Gokumon-to: la isla de las puertas del infierno" (Quaterni, 2015. Traducción del japonés por Ismael Funes Aguilera. ISBN: 9788494285875)
- "Asesinato en el Honjin y otros relatos" (Quaterni, 2017. Traducción del japonés por Kazumi Hasegawa. ISBN: 9788494616075)
- "Yatsuhaka-Mura: el pueblo de las ocho tumbas" (Quaterni, 2018. Traducción del japonés por Kazumi Hasegawa. ISBN: 9788494897108)
- "El diablo toca la flauta" (Quaterni, 2023. Traducción del japonés por Kazumi Hasegawa y Eva González Rosales. ISBN: 9788412586367)

### En inglés
- "The Inugami Clan" editorial Muse.

### En francés
- "La Hache, le Koto et le Chrysanthème" editorial Denoël.
- "Le Village aux Huit Tombes" editorial Philippe Piciquier y editorial Folio.
- "La Ritounelle du Démon" editorial Philippe Piciquier.

### En italiano
- "L'ascia, il koto e il crisantemo" editorial Mondadori.